# 硬枝点地梅
硬枝点地梅（学名：Androsace rigida）为报春花科点地梅属下的一个种。其种加词“rigida”来源于拉丁文“rigidus”，意为“坚硬的”。